# Тремтіння землі 6: Холодний день у пеклі
«Тремтіння землі 6: Холодний день у пеклі»  (англ. Tremors: A Cold Day in Hell) — американський низькобюджетний фільм жахів 2018 року режисера Дона Майкла Пола. Шостий фільм франшизи «Тремтіння».

## Сюжет
У канадському краї Нунавут команда молодих дослідників збирає керни з льодовиків. Несподівано на них нападає грабоїд. Доктор Рита Сімс і молода мисливиця на грабоїдів Валері Маккі просять Берта Гаммера та його сина Тревіса Велкера провести розслідування. Спершу Берт не вірить, що грабоїди можуть жити в холодному кліматі, але всі аргументи вказують саме на це. Рита припускає, що в Канаді живе окрема популяція цих тварин, яку привабила на поверхню незвичайно тепла весна.
Команда вирушає до місця нападу літаком. У польоті їх атакує ес-бластер, але Берт і Тревіс добираються до дослідної станції. Вони дізнаються, що відлига зробила навколишню територію чудовим місцем для проживання грабоїдів. Берт зауважує присутність дослідників з DARPA і побоюється, що вони хочуть зробити з грабоїдів біологічну зброю. Коли ес-бластер атакує станцію, Берт рятує дослідника та дізнається, що рік тому був заражений паразитом, якого можна безпечно вбити лише отрутою грабоїда.
Грабоїди продовжують вбивати дослідників і співробітників станції. Декілька людей намагаються пробратися з лабораторії до електрогенератора, де пілот Мак ремонтує літак, а керівник станції Свекхамер створив імпровізовану підземну електричну огорожу. Інші прямують до комунікаційної вежі, щоб вимкнути бур, який приваблює грабоїдів. Агент Катц із DARPA, переживши напад грабоїдів, приєднується до групи Берта. Катц демонструє, що його команда була більше зацікавлена у видобутку талої води, а не в створенні біологічної зброї. Він погоджується на умови Берта і Тревіса, щоб уряд звільнив їхнє містечко Перфекшен від податків. Зрештою група ловить одного з грабоїдів у клітку, пронизує його трубами та відрізає йому щупальця. Тревіс набирає з пащі грабоїда отруту, яку потім використовує для порятунку Берта від паразита. Катц надає Гаммерам документи, які звільняють їх від податків, а потім вони підривають спійманого грабоїда, перш ніж Катцу спаде на думку використовувати його як біологічну зброю.

## У ролях
| Актор                | Роль                                                                                                |
| -------------------- | --------------------------------------------------------------------------------------------------- |
| Майкл Гросс          | Берт Гаммер (мисливець на грабоїдів)                                                                |
| Джеймі Кеннеді       | Тревіс Велкер (син Берта)                                                                           |
| Таня ван Граан       | доктор Рита Сімс (провідний науковий співробітник арктичного дослідницького інституту Бойт-Каньйон) |
| Джеймі-Лі Мані       | Валері Маккі (експерт з грабоїдів)                                                                  |
| Кіромаш Найду        | Гарт Гансен (геоморфолог)                                                                           |
| Кіно Лі Гектор       | Акларк (помічник Рити, місцевий житель)                                                             |
| Роб ван Вурен        | Свекгаммер (менеджер)                                                                               |
| Ендріен Пірс         | Мак (пілот)                                                                                         |
| Франческо Нассімбені | доктор Чарльз Ферецце (дослідник)                                                                   |
| Пол ду Тойт          | містер Катц (геоморфолог)                                                                           |
| Крісті Перусо        | Гео-Тех Варгас (агент DARPA)                                                                        |
| Джей Енсті           | доктор Ді (дослідник)                                                                               |